# Coupe du Liechtenstein de football 1977-1978
Navigation
Édition précédente Édition suivante
La coupe du Liechtenstein 1977-1978 de football est la 33e édition de la Coupe nationale de football, la seule compétition nationale du pays en l'absence de championnat.
La finale est disputée à Triesenberg, le 13 mai 1978, entre l'USV Eschen/Mauren et le FC Ruggell. 
L'USV Eschen/Mauren remporte le trophée en battant le FC Ruggell. Il s'agit du 3e titre de l'histoire du club dans la compétition, le troisième consécutif.

## 1ertour
L'USV Eschen/Mauren est exempté de ce tour.
| Équipe 1       | Résultat | Équipe 2   |
| -------------- | -------- | ---------- |
| FC Balzers     | 5 - 1    | FC Schaan  |
| FC Triesenberg | 3 - 4    | FC Vaduz   |
| FC Ruggell     | 6 - 0    | FC Triesen |

## Demi-finales
| Équipe 1   | Résultat        | Équipe 2          |
| ---------- | --------------- | ----------------- |
| FC Vaduz   | 0 - 1           | FC Ruggell        |
| FC Balzers | 4 - 4 2 - 5 tab | USV Eschen/Mauren |

## Finale
| 13 mai 1978 | USV Eschen/Mauren | 3 - 1 | FC Ruggell | Triesenberg |  |
|             |                   |       |            |             |  |